# Wollongong
Wollongong là một thành phố duyên hải thuộc bang New South Wales, Úc.
Thành phố này có diện tích 572.2 km² (220.9 sq mi), dân số là 302,739 (2018) người. Thành phố thuộc vùng Illawarra của New South Wales, Australia. Wollongong năm ở dải ven biển hẹp giữa Illawarra Escarpment và Thái Bình Dương, 82 km về phía nam của Sydney.
Với dân số 198.324 người Wollongong là thành phố lớn thứ 3 tại New South Wales sau Sydney và Newcastle, và là thành phố lớn thứ 9 của Úc.
Wollongong có tiếng tầm quốc tế trong lĩnh vực nghệ thuật. Đây không phải là đáng ngạc nhiên, rất nhiều nghệ sĩ nổi tiếng qua nhiều thế kỷ đã tới Illawarra để tìm kiếm nguồn cảm hứng.
Trong số các nghệ sĩ có Arthur Streeton, Tom Roberts, Norman Lindsay, Banjo Patterson, Brett Whiteley và Eugene Von Guerard. Phòng triển lãm thành phố Wollongong là một minh chứng hùng hồn và được coi là trái tim thành phố xinh đẹp này. Đây cũng là một trong những phòng trưng bày nghệ thuật địa phương lớn nhất và đặc sắc nhất tại Úc kiến tạo nên phần nào văn hóa nơi đây. Nghệ thuật ở Wollongong không chỉ đầy tính sáng tạo mà còn luôn kích thích suy tư, liên tưởng của người thưởng thức.
Wollongong được ví như cái nôi sản sinh ra những thiên tài thơ ca, nhạc họa, thêm vào đó là những nghệ sĩ tài năng trên thế giới tới định cư như John Vander. Ông đã tổ chức lễ kỉ niệm 40 năm hoạt động trong lĩnh vực nghệ thuật ngay tại Wollongong và đưa danh tiếng thành phố này ngày một lên cao và vững chắc.
Wollongong Conservatorium of Music tọa lạc trên một trong những địa điểm mê hoặc nhất, Glennifer Brae Manor House. Được xây dựng vào những năm 1930 bởi nhà sáng lập sản xuất thép Sidney Hoskins, ngôi nhà với các cửa sổ theo phong cách gothic và ống khói quanh co mang đến một môi trường truyền cảm hứng cho các nhạc sĩ và nhạc sĩ vừa chớm nở. Các buổi biểu diễn ngoài trời thường được trình bày trong các khu trang viên giữa khung cảnh bao la của khu vườn thực vật. Những buổi biểu diễn thu hút một lượng lớn khán giả không chỉ vì chất lượng âm nhạc mà còn vì phong cảnh tuyệt đẹp. Dinh thự cũng phục vụ như là một trung tâm đa chức năng.
Conservatorium chỉ là một trong những trung tâm mang tính biểu tượng của Wollongong hướng tới nghệ thuật. Ngoài ra còn có trung tâm biểu diễn nghệ thuật Illawarra- nơi hội tụ những tác phẩm xuất sắc nhất nước Úc và nơi đây luôn kín lịch biểu diễn với tất cả các thể loại như opera, kịch, nhạc kịch, hài kịch, múa ba lê, hòa nhạc … mà du khách cũng như dân bản địa có thể thưởng thức quanh năm. Nhà hát Anita lịch sử tại Thirroul nằm trong khuôn viên trung tâm luôn sẵn sàng phục vụ những bản nhạc nhẹ nhàng, mang âm hưởng rất riêng chỉ có tại Wollongong.
Nền văn hóa đa dạng và phong phú của Wollongong chính là mảnh đất màu mỡ sinh ra nhiều lễ hội và các sự kiện văn hóa tuyệt vời, đầy màu sắc.
Lễ hội Viva La Gong được tổ chức thường niên là dịp để kỷ niệm và giới thiệu nghệ thuật văn hóa và trình diễn địa phương theo những cách mới lạ và sáng tạo. Các hoạt động biểu diễn cũng rất đa dạng về hình thức, từ những buổi biểu diễn độc tấu, hay bài hát, điệu nhảy đẹp mắt tới những cuộc diễu hành đường phố, hội chợ thực phẩm.
Đặc biệt, lễ hội dân gian Illawarra là một lễ hội kéo dài nhất tại Wollongong. Truyền thống tiếp nối truyền thống, tới nay từ một lễ hội địa phương đã trở thành một sự kiện được mong chờ hàng năm, thu hút hàng nghìn khách du lịch.
Ngoài ra, khách du lịch còn có thể lựa chọn thưởng thức Liên hoan nhạc Jazz Illawarra, Wollongong Eisteddfod, lễ hội Wollongong Garden…
Các vùng ngoại ô phía bắc là một thánh địa cho những người quan tâm đến nghệ thuật thị giác. Một trong những nơi nổi tiếng nhất là triển lãm nghệ thuật Article Fine tại Stanwell Park. Nhiều người trong số các nghệ sĩ xuất sắc nhất của Úc và người thợ thủ công trưng bày sản phẩm tại đây. Các phòng trưng bày nổi bật khác bao gồm Juanita Studio Gallery tại Austinmer Beach Art Galley tại Bulli, Graham Gallery tại Kembla Heights và Scarborough Fair Art Gallery & YMT Art ở các vùng ven biển phía Bắc.
Và chắc chắn không thể bỏ qua là tiệm trang sức Pd Art Gallery & Roy nằm tại Coalcliff nổi tiếng với các tác phẩm được chế tác dưới bàn tày nghệ sĩ Pauline Denney và Đồ trang sức được thiết kế bởi bậc thầy trang sức Roy Wilson. Tiệm trang sức Pd Art Gallery & Roy chắc chắn là một nơi cho tất cả mọi người thưởng thức trong khi tham quan vùng duyên hải ngoại ô phía Bắc Wollongong.

## Khí hậu
| Dữ liệu khí hậu của Wollongong (Sân bay Wollongong) | Dữ liệu khí hậu của Wollongong (Sân bay Wollongong) | Dữ liệu khí hậu của Wollongong (Sân bay Wollongong) | Dữ liệu khí hậu của Wollongong (Sân bay Wollongong) | Dữ liệu khí hậu của Wollongong (Sân bay Wollongong) | Dữ liệu khí hậu của Wollongong (Sân bay Wollongong) | Dữ liệu khí hậu của Wollongong (Sân bay Wollongong) | Dữ liệu khí hậu của Wollongong (Sân bay Wollongong) | Dữ liệu khí hậu của Wollongong (Sân bay Wollongong) | Dữ liệu khí hậu của Wollongong (Sân bay Wollongong) | Dữ liệu khí hậu của Wollongong (Sân bay Wollongong) | Dữ liệu khí hậu của Wollongong (Sân bay Wollongong) | Dữ liệu khí hậu của Wollongong (Sân bay Wollongong) | Dữ liệu khí hậu của Wollongong (Sân bay Wollongong) |
| Tháng                                               | 1                                                   | 2                                                   | 3                                                   | 4                                                   | 5                                                   | 6                                                   | 7                                                   | 8                                                   | 9                                                   | 10                                                  | 11                                                  | 12                                                  | Năm                                                 |
| --------------------------------------------------- | --------------------------------------------------- | --------------------------------------------------- | --------------------------------------------------- | --------------------------------------------------- | --------------------------------------------------- | --------------------------------------------------- | --------------------------------------------------- | --------------------------------------------------- | --------------------------------------------------- | --------------------------------------------------- | --------------------------------------------------- | --------------------------------------------------- | --------------------------------------------------- |
| Cao kỉ lục °C (°F)                                  | 45.8 (114.4)                                        | 41.0 (105.8)                                        | 38.0 (100.4)                                        | 34.0 (93.2)                                         | 28.0 (82.4)                                         | 25.0 (77.0)                                         | 26.1 (79.0)                                         | 27.7 (81.9)                                         | 34.0 (93.2)                                         | 38.0 (100.4)                                        | 40.0 (104.0)                                        | 39.0 (102.2)                                        | 45.8 (114.4)                                        |
| Trung bình ngày tối đa °C (°F)                      | 26.7 (80.1)                                         | 26.1 (79.0)                                         | 25.1 (77.2)                                         | 23.2 (73.8)                                         | 20.5 (68.9)                                         | 18.1 (64.6)                                         | 17.6 (63.7)                                         | 18.9 (66.0)                                         | 21.5 (70.7)                                         | 22.9 (73.2)                                         | 23.8 (74.8)                                         | 25.3 (77.5)                                         | 22.6 (72.7)                                         |
| Tối thiểu trung bình ngày °C (°F)                   | 16.7 (62.1)                                         | 17.1 (62.8)                                         | 15.4 (59.7)                                         | 12.0 (53.6)                                         | 8.6 (47.5)                                          | 7.1 (44.8)                                          | 6.3 (43.3)                                          | 6.4 (43.5)                                          | 8.5 (47.3)                                          | 10.6 (51.1)                                         | 13.4 (56.1)                                         | 15.1 (59.2)                                         | 11.4 (52.5)                                         |
| Thấp kỉ lục °C (°F)                                 | 9.0 (48.2)                                          | 9.7 (49.5)                                          | 5.0 (41.0)                                          | 2.0 (35.6)                                          | −1.0 (30.2)                                         | −2.0 (28.4)                                         | −1.1 (30.0)                                         | −2.0 (28.4)                                         | 0.6 (33.1)                                          | 1.0 (33.8)                                          | 5.0 (41.0)                                          | 6.1 (43.0)                                          | −2.0 (28.4)                                         |
| Lượng mưa trung bình mm (inches)                    | 70.6 (2.78)                                         | 142.4 (5.61)                                        | 118.2 (4.65)                                        | 69.9 (2.75)                                         | 61.5 (2.42)                                         | 83.7 (3.30)                                         | 55.0 (2.17)                                         | 43.5 (1.71)                                         | 45.2 (1.78)                                         | 73.4 (2.89)                                         | 85.7 (3.37)                                         | 70.4 (2.77)                                         | 918.3 (36.15)                                       |
| Số ngày mưa trung bình                              | 11.0                                                | 12.2                                                | 12.7                                                | 10.8                                                | 8.3                                                 | 9.8                                                 | 7.9                                                 | 7.8                                                 | 8.2                                                 | 9.9                                                 | 12.8                                                | 11.6                                                | 123.0                                               |
| Nguồn: Bureau of Meteorology                        |                                                     |                                                     |                                                     |                                                     |                                                     |                                                     |                                                     |                                                     |                                                     |                                                     |                                                     |                                                     |                                                     |